# Budynek urzędu celnego we Wrześni
Budynek urzędu celnego we Wrześni – budynek użyteczności publicznej znajdujący się we Wrześni, przy ulicy 3 Maja, współcześnie pomiędzy dwoma blokami mieszkalnymi. Znajduje się w ramach historycznego układu urbanistycznego z XIV-XIX wieku, wpisanego do rejestru zabytków (nr rej. 295/Wlkp/A z 19.04.2006). Obiekt wskazany jest przez Wojewódzkiego Konserwatora Zabytków do ujęcia w gminnej ewidencji zabytków.

## Historia
Budynek został wzniesiony w latach 1906–1908 przez zaborców pruskich na potrzeby okręgowego urzędu celnego. W okresie II Rzeczypospolitej mieścił się w nim urząd skarbowy. W latach 70. XX wieku funkcjonował tutaj internat Technikum Weterynaryjnego, a później oddział zamiejscowy kuratorium oświaty i wychowania oraz zespół ekonomiczno-administracyjny szkół.

## Galeria

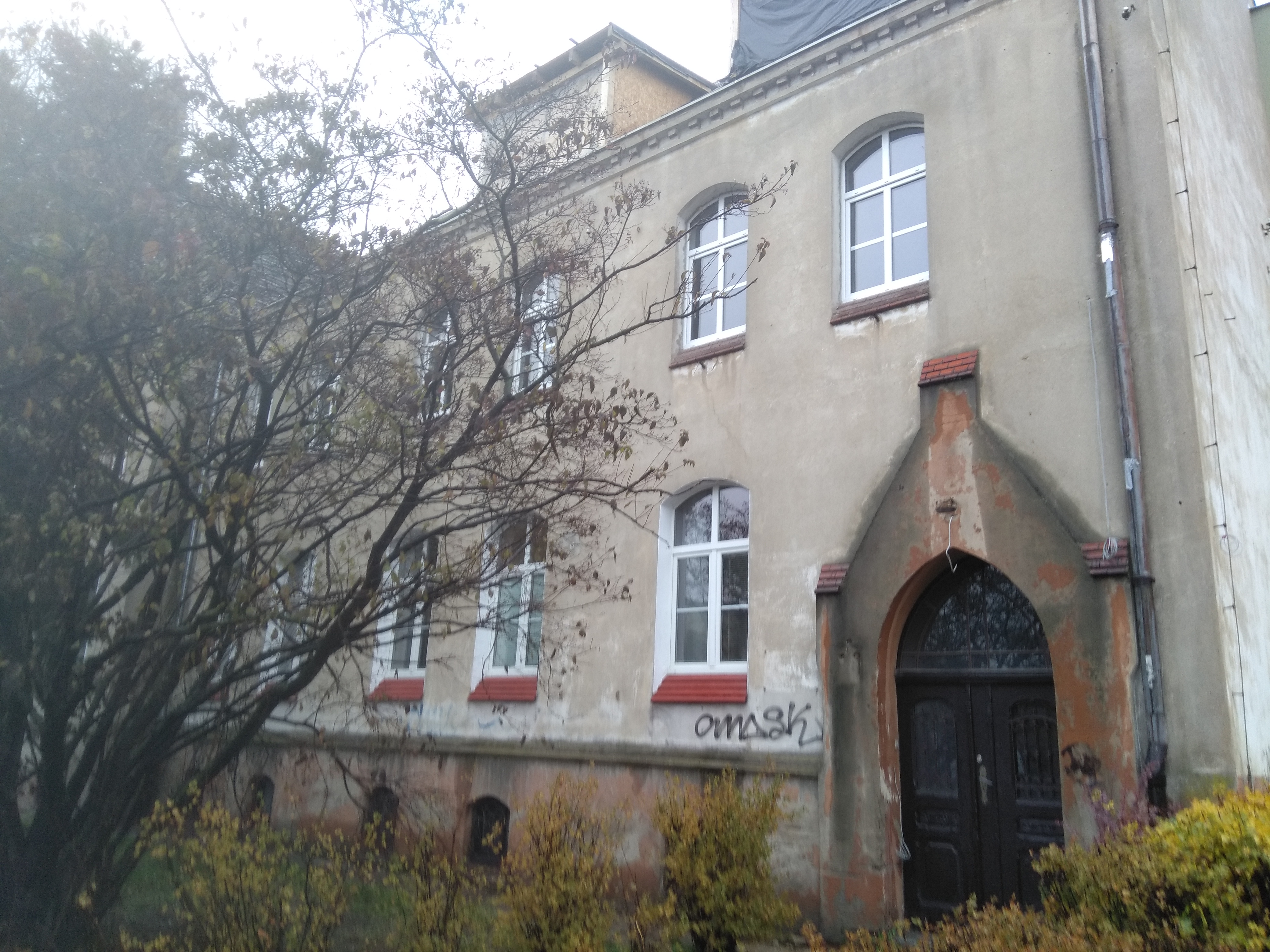
Wejście do budynku (przed remontem, 2018)
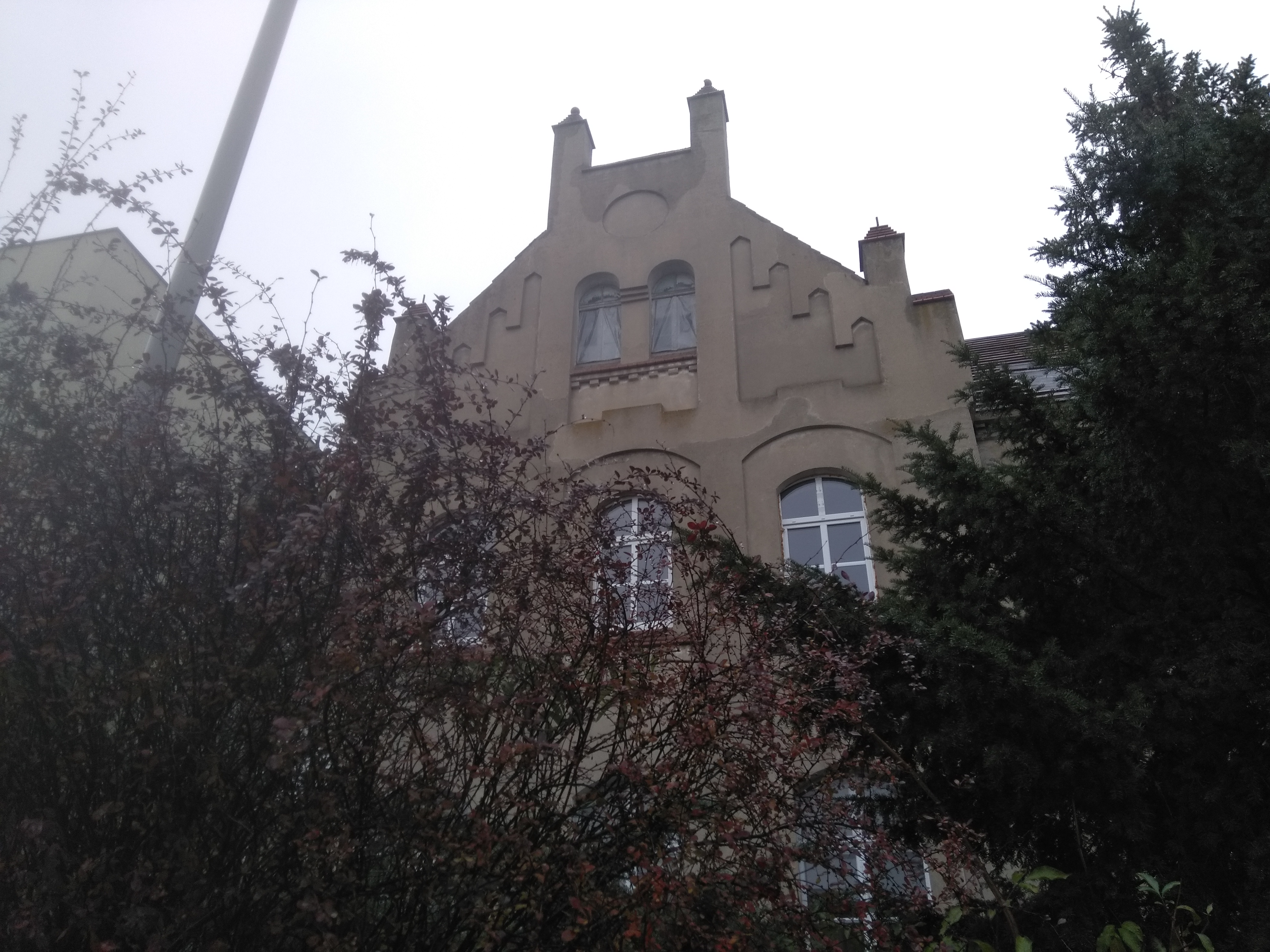
Szczyt budynku (przed remontem, 2018)